# Lepthyphantes albimaculatus
Lepthyphantes albimaculatus este o specie de păianjeni din genul Lepthyphantes, familia Linyphiidae. A fost descrisă pentru prima dată de O. P.-cambridge, 1873. Conform Catalogue of Life specia Lepthyphantes albimaculatus nu are subspecii cunoscute.